# Élections fédérales suisses de 1911
Les élections fédérales suisses de 1911 se sont déroulées le 29 octobre 1911. Ces élections permettent d'élire au système majoritaire les 189 députés (+22 par rapport aux élections précédentes) répartis sur 49 arrondissements électoraux eux-mêmes répartis sur les 22 cantons, siégeant au Conseil national (chambre basse), pour une mandature de trois ans.
Ces élections sont réglées par la nouvelle Loi fédérale concernant les arrondissements pour les élections des membres du Conseil nationall du 23 juin 1911 qui fait suite au recensement fédéral de la population de 1910. On dénombre désormais 22 députés de plus dont la répartition est la suivante:
- +3 pour chaque canton de Zurich et Berne;
- +2 pour chaque canton d'Argovie, Saint-Gall et Vaud;
- +1 pour chaque canton de Bâle-Campagne, Bâle-Ville, Fribourg, Genève, des Grisons, Lucerne, Neuchâtel, Soleure, Tessin et Thurgovie.

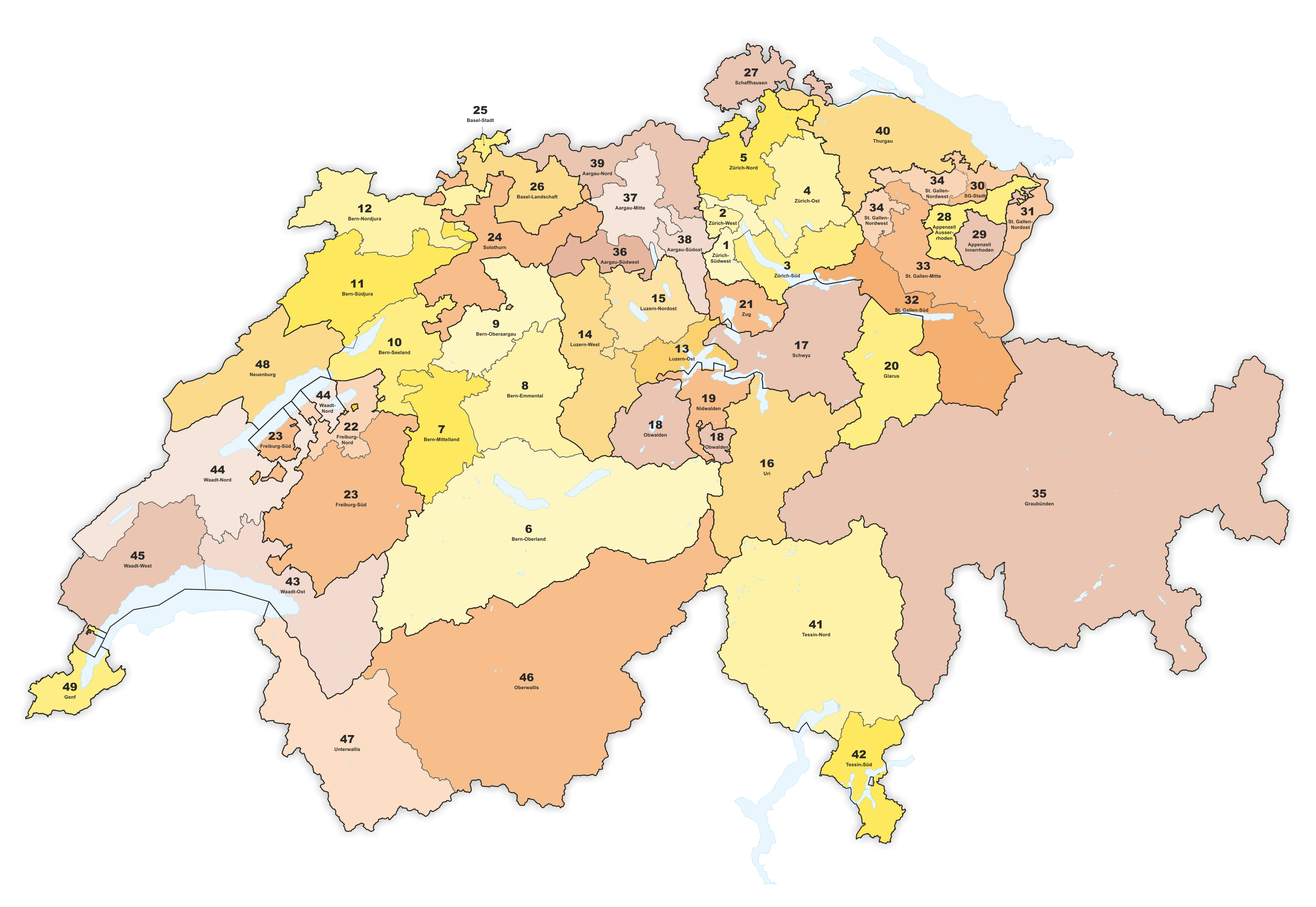
Les 49 circonscriptions des 22e, 23e et 24e Législatures fédérales (1911-1919).

Le corps électoral composé de citoyens ayant droit de cité élit directement les membres du Conseil des États dans les cantons d'Appenzell Rhodes-Extérieures, d'Appenzell Rhodes-Intérieures, de Glaris, de Nidwald et d'Obwald et d'Uri (à travers la Landsgemeinde), et à l'urne dans les cantons d'Argovie, Bâle-Campagne, de Bâle-Ville, de Genève, des Grisons, de Lucerne, de Schwytz, de Soleure, du Tessin, de Thurgovie, de Zoug et de Zurich. Dans les 4 autres cantons, les élections au Conseil des États sont quant à elles toujours non régulées et certains cantons ont renouvelé leurs Sénateurs parfois plusieurs fois sur les trois années écoulées. Dans ces 4 autres cantons, les Conseillers aux États continuent d'être élus, nommés ou désignés par les Grands Conseils, et ce à des dates variables. 
Les nouvelles circonscriptions électorales deviennent un sujet de la campagne. En effet, le PRD continue d'écraser ses adversaires politiques et la «représentation proportionnelle volontaire» ne fonctionne pas. Le PRD n'est donc plus un parti obtenant une majorité grâce à une éventuelle représentation large de sa base électorale mais uniquement grâce au système majoritaire. Les Socialistes décident de porter un coup à un PRD tiraillé entre son aile gauche et son aile droite en faisant de la haute inflation un thème de campagne. En raison d'un marché du travail restreint, les salaires sont en effet généralement élevés, mais pas assez pour pallier la hausse des prix, notamment ceux des loyers, le prix du lait et le prix de la viande. Les Socialistes font campagne avec des slogans tels que «Le peuple affamé». Ils désirent mettre en avant le fait que le PRD est de plus en plus dépendant d'un lobby agraire influent. En outre, les Jeunes Radicaux, fervents partisans d'une politique sociale forte et pesant au sein de l'aile gauche du PRD réussirent à imposer des thèmes de politique sociale lors du Congrès du PRD en 1911.
Pour la vingt-deuxième fois consécutive et ce depuis 1848, le Parti radical-démocratique (centre), remporte le scrutin fédéral avec 115 sièges (+10) et 49,5 % des voix (-1,4 %). Ce sont à nouveau les vainqueurs incontestables de ces élections, en remportant tant le vote populaire que le nombre de sièges, et conservent ainsi la majorité absolue gagnée en 1881. Le Parti socialiste suisse obtient quant à lui 15 sièges (+8) et 20 % (+2,4 %) et dépasse désormais le Parti populaire catholique en nombre de voix en devenant le deuxième parti de Suisse, mais en restant loin derrière le PPC en nombre de sièges (38). Cette législature verra également les Libéraux Modérés se muer en Parti libéral suisse dès 1913.
Ces élections ont débouché sur la 22e Législature qui s'est réunie pour la première fois le 4 décembre 1911.
Sur les 830 120 hommes âgés de 20 et plus et ayant droit de cité, 437 710 d'entre eux prirent part à ce scrutin, ce qui représente un taux de participation de 52,7% (±%).
Le taux de participation le plus élevé est dans le canton d'Argovie où 83,1 % de la population se rend aux urnes, dépassant ainsi le canton de Schaffhouse où le vote obligatoire fait déplacer 80 % du corps électoral (-16 %). À l'inverse, dans le canton d'Obwald, seulement 20,7 % du corps électoral prend part au vote.

## Législature 1911 - 1914
Les liens (et couleurs) renvoient sur les partis héritiers actuels.
|  | Formations («Partis»)        | Sigles | Tendances politiques                   | Sièges au CN | Sièges au CE † |
|  | ---------------------------- | ------ | -------------------------------------- | ------------ | -------------- |
|  | Parti radical-démocratique   | PRD    | radical, centre                        | 115          | 26             |
|  | Parti populaire catholique   | PPC    | conservateur catholique, droite        | 38           | 14             |
|  | Parti socialiste             | PSS    | marxiste                               | 15           | 1              |
|  | Libéraux Modérés             | LM     | libéral, centre-droit                  | 14           | 1              |
|  | Parti démocratique           | DEM    | progressiste, gauche                   | 6            | 1              |
|  | Parti du Cercle du Rhin (AG) | RKP    | diss. radical de gauche, centre-gauche | 1            | -              |
|  | Vacant                       | -      | n/a                                    | -            | 1              |

† Les élections au CE étant du ressort des cantons, les chiffres ne reflètent que les apparentements lors de la première journée de la Législature.

## Résultats au Conseil national dans les cantons
| Canton             | Total | Parti socialiste | Parti démocratique | Parti du Cercle du Rhin | Parti radical-démocratique | Libéraux Modérés | Parti populaire catholique |
| ------------------ | ----- | ---------------- | ------------------ | ----------------------- | -------------------------- | ---------------- | -------------------------- |
| Zurich             | 25    | 6 (+4)           | -                  | -                       | 17 (-1)                    | 2                | -                          |
| Berne              | 32    | 3 (+2)           | -                  | -                       | 25 (+1)                    | 2                | 2                          |
| Lucerne            | 8     | -                | -                  | -                       | 3                          | -                | 5 (+1)                     |
| Uri                | 1     | -                | -                  | -                       | -                          | -                | 1                          |
| Schwytz            | 3     | -                | -                  | -                       | 1                          | -                | 2                          |
| Nidwald            | 1     | -                | -                  | -                       | -                          | -                | 1                          |
| Obwald             | 1     | -                | -                  | -                       | -                          | -                | 1                          |
| Glaris             | 2     | -                | 2                  | -                       | -                          | -                | -                          |
| Zoug               | 1     | -                | -                  | -                       | 1                          | -                | -                          |
| Fribourg           | 7     | -                | -                  | -                       | 2                          | -                | 5                          |
| Soleure            | 6     | 1 (+1)           | -                  | -                       | 4                          | -                | 1                          |
| Bâle Campagne      | 4     | -                | 1                  | -                       | 3 (+1)                     | -                | -                          |
| Bâle-Ville         | 7     | 2 (+1)           | -                  | -                       | 3                          | 2                | -                          |
| Schaffhouse        | 2     | -                | -                  | -                       | 2                          | -                | -                          |
| Rhodes-Extérieures | 3     | 1                | -                  | -                       | 2                          | -                | -                          |
| Rhodes-Intérieures | 1     | -                | -                  | -                       | -                          | -                | 1                          |
| Saint Gall         | 15    | 0 (-1)           | 2 (+1)             | -                       | 7 (+2)                     | -                | 6                          |
| Grisons            | 6     | -                | -                  | -                       | 4 (+1)                     | 1                | 1                          |
| Argovie            | 12    | -                | -                  | 1 (+1)                  | 8 (+1)                     | -                | 3                          |
| Thurgovie          | 7     | -                | 1                  | -                       | 5 (+1)                     | -                | 1                          |
| Tessin             | 8     | 0 (-1)           | -                  | -                       | 5                          | 1 (+1)           | 2 (+1)                     |
| Vaud               | 16    | -                | -                  | -                       | 12 (+1)                    | 4 (+1)           | -                          |
| Valais             | 6     | -                | -                  | -                       | 1                          | -                | 5                          |
| Neuchâtel          | 7     | 1 (+1)           | -                  | -                       | 5                          | 1                | -                          |
| Genève             | 9     | 1 (+1)           | -                  | -                       | 5 (+2)                     | 1 (-3)           | 1 (+1)                     |
|                    | 189   | 15 (+8)          | 6 (+1)             | 1 (+1)                  | 115 (+10)                  | 14 (-1)          | 38 (+3)                    |